# 紀南こころの医療センター
紀南こころの医療センター（きなんこころのいりょうセンター）は、和歌山県田辺市たきない町にある公立紀南病院組合が運営する病院。

## 概要
- 設置者 - 公立紀南病院組合
- 管理者 - 真砂充敏（田辺市長）
- 院長 - 糸川秀彰
- 所在地 - 和歌山県田辺市たきない町25番1号
- 開設日 - 1956年5月19日
- 病床数 - 198床
- 職員数 - ???名

## 沿革
- 1956年5月19日 - 紀南病院として創設。
- 1984年4月30日 - 旧新庄別館廃止（精神293床）
- 1984年5月1日 - 新新庄別館開設（精神312床）
- 2005年5月1日 - 社会保険紀南病院新庄別館を紀南こころの医療センターに改称。
- 2007年4月1日 - 一部病棟を閉鎖（254床に）。紀南病院の神経科を統合。
- 2013年4月1日 - 一部病棟を閉鎖・減床（198床に）

## 診療科
- 精神科
- 神経科

## 交通アクセス
- JRきのくに線紀伊田辺駅より明光バスの新湯崎または三段壁方面行きに乗車「新庄病院前」停留所で下車。

## 関連施設
- 国立病院機構南和歌山医療センター
- 紀南病院
- 紀南看護専門学校